# Цюрих (округ)
Цюрих (нем. Zürich (Bezirk)) — округ в Швейцарии. Центр округа — город Цюрих.
Округ входит в кантон Цюрих. Занимает площадь 91,88  км². Население 343 157 чел. Официальный код  —  0112.

## Коммуны округа
| Герб  | Коммуна | Население (2005) | Площадь км² | Официальный код |
| ----- | ------- | ---------------- | ----------- | --------------- |
| Цюрих | Цюрих   | 343 157          | 91,88       | 0261            |
|       | Итого   | 343 157          | 91,88       | 0112            |